# Міст-Сіті Центр
Мост-Сіті Центр — хмарочос у Дніпрі, включає в себе: 25-поверховий житловий комплекс, 20-поверховий бізнес-центр і 3-рівневий ТРК. Спорудження комплексу тривало 2005—2007 роки.

## Характеристики
- Загальна площа комплексу 117 000 м² із якої:
- Торгово-розважальний комплекс – 66 000 м²
- Бізнес–центр – 16 000 м²
- Апартамент центр – 18 000 м²
- Паркінг на 1000 автомобілів [2]
- Централізована система кондиціювання «Чіллер-фенкойл».
- Централізована система опалення двох видів: повітряна – фенкойли, водяна – опалення підлоги Rehau, Virsbo, KAN с автономною системою регулювання і програмування температурного режиму.
- Всього «Міст-Сіті Центр» 12 ліфтів компанії «ThyssenKrupp»: в ТРЦ — 4 пасажирські і 2 панорамні; в Бізнес-центрі і Житловому комплексі по 3 пасажирські.
- ТРЦ частина комплексу має 4 ескалатора компанії «ThyssenKrupp».
- Вентиляція – приточно-витяжна компенсаціонна.
- Незалежна трансформаторна підстанція «Schneider electric».

## Цікаві факти
- Південна башта, що є бізнес-частиною комплексу має найвищий рівень престижу — «Клас А».
- На 2007 рік, даний комплекс був визнаний найкращим для рітейла в Україні.[3]
- «Міст-Сіті Центр» заснований девелоперською компанією "Alef Estate" в співробітництві з корпорацією «Ольвія».
- «Міст» настільки масштабний, що займає 4 вулиці.
- Набір орендаторів проводився спеціальною компанією «Alef Estate».
- Щодня в ТРЦ «Мосту» роблять покупки понад 75 000 чоловік (?).
- Південна башта має свій вертолітний майданчик.